# Värnamo
Värnamo er en svensk by og hovedby i Värnamo kommune i Jönköpings län. Den er Jönköpings läns næststørste by efter Jönköping og ligger ved Laganåens udmunding i søen Vidöstern i "smålandet" Finnveden.
Byens historie kan spores tilbage til en landsby i middelalderen. Den første nedskrevne omtale af landsbyen stammer fra det 13. århundrede. Landsbyen lå på den østlige side af Laganåen ved et vadested over åen, som ellers var svær at krydse. Da der samtidig også var mindre vandløb syd og vest for byen, blev det anset for sikkert sted, hvilket førte til navnet "Värn" (værn) og "mo", der er en geografisk stedbetegnelse af en art. Byen blev en markedsplads, og i 1659 førte det til, at den blev köping under Jönköping.
Värnamo var længe ubetydelig, men med Sveriges befolkningstilvækst og industrialisering i det 19. århundrede voksede byen og blev uafhængig köping i 1859. Det svenske jernbanenet ansporede til yderligere udvidelse af industrien, hvilket gav en befolkningstilvækst fra 1.141 indbyggere i 1910 til 3.664 i 1920, hvilket gjorde den betydningsfuld nok til at blive udnævnt til "stad" den 1. november 1920.